# Calciope (figlia di Eete)
Calciope (in greco antico: Χαλκιόπη?, Chalkiópē), conosciuta anche come Iofossa (Ιoφώσσης) od anche Euenia (Εύηνίαν)., è un personaggio della mitologia greca e fu una principessa della Colchide.

## Genealogia
Figlia di Eete e di Idia e sorella di Medea e di Apsirto, sposò Frisso ed ebbe da lui i figli Argeo, Mela, Frontide e Citissoro. Pausania gli attribuisce anche un quarto figlio di nome Presbone e Giovanni Tzetzes un'altra figlia di nome Elle.

## Mitologia
Secondo Gaio Valerio Flacco Calciope fu data in sposa a Frisso senza doni nunziali mentre secondo Apollodoro dei doni ci furono. 
Igino scrive che Calcíope convinse Medea ad aiutare Giasone perché questi (insieme agli Argonauti) aveva salvato i suoi figli da un naufragio portandoli sull'isola di Dia.
Calciope dimostrò una grande devozione e rimase al fianco di suo padre Eete, anche se questi (temendo che Frisso potesse cacciarlo dal suo regno), aveva ucciso proprio suo marito.
Secondo Apollonio Rodio Frisso morì invece di vecchiaia.